# 3908 Nyx
3908 Nyx là một Amor và thiên thạch bay ngang Sao Hỏa. Nó được phát hiện bởi Hans-Emil Schuster ngày 6 tháng 8 năm 1980.